# Jakubowice (okres Hlubčice)
Jakubowice (česky Jakubovice, německy Jakubowitz, v letech 1936–1945 německy Jakobsfelde) je ves v jižním Polsku, v Opolském vojvodství, v powiatu Głubczyckém, ve gmině Branice.

## Geografie
Ves leží v Opavské pahorkatině. Přes ves protéká Potok od Jakubowic, levý přítok Opavy v Držkovicích.

## Demografie
V roce 1939 měla ves 400 obyvatel, v roce 2008 měla 127 obyvatel.